# Gerald Schreck
Pour les articles homonymes, voir Schreck.
Pour l’article ayant un titre homophone, voir Shrek.
Gerald Click Schreck, surnommé Gerry, est un marin américain né le 8 mars 1939 à Pensacola (Floride) et mort le 2 avril 2022 dans la même ville.
Il est sacré champion olympique de voile en classe Dragon aux Jeux olympiques d'été de 1968 de Mexico avec George Friedrichs et Barton Jahncke sur le Williwa.